# Рива, Лоренцо
Лоренцо Рива (итал. Lorenzo Riva, 3 октября 1938, Монца, Ломбардия — 16 декабря 2023, Монца, Ломбардия) — итальянский модельер.

## Биография
Рива родился в Монце в семье манекенщицы. Увлечение модой Лоренцо перенял от матери, которая сама была страшной поклонницей стиля и даже шила сама. О том, что хочет шить красивые платья, он заявил своим родным еще в детстве, и от слов очень быстро перешел к действию. Первыми и самыми дорогими клиентками стали для юного дизайнера три старшие сестры. А самым любимым творением можно назвать свадебное платье, которое он сшил в одиннадцать лет для одной из сестер. Рива открыл своё первое ателье в родном городе всего в 18 лет. Рива очень эмоционально относиться к своему делу, он с чувством говорит о том, что современные дизайнеры, стоящие во главе популярных Домов моды на самом деле никакие не кутюрье, а всего лишь дизайнеры, которые даже не знают, как сшить платье по своим собственным эскизам. Его прорыв произошёл в 1972 году, когда он представил свою первую коллекцию высокой моды в Палаццо Питти во Флоренции. Он был художественным руководителем ряда домов моды, в частности Balenciaga. Он запустил свой сольный бренд в 1991 году и продал его в 2012 году, когда начал сотрудничать в качестве креативного директора с Duomosei. В 2017 году он выпустил коллекцию «L’Or by Lorenzo Riva».
За свою карьеру Рива одевал многих знаменитостей, в том числе Уитни Хьюстон, Пенелопу Крус, Ивану Трамп, Вирну Лизи, Изабеллу Росселлини, Эмманюэль Сенье. Он умер в Монце 16 декабря 2023 года в возрасте 85 лет.